# 蜂谷薫
蜂谷 薫（はちや かおる、1945年10月30日 - ）は、日本のフリーアナウンサーである。元毎日放送のアナウンサーで、MBSラジオを初めとする中央競馬中継の実況で知られる。

## 来歴・人物
北海道函館市で誕生後、神奈川県横須賀市に転居。早稲田大学政治経済学部卒業後の1969年に、毎日放送へ入社した。同期入社のアナウンサーに、緒方憲吾などがいる。
入社直後からスポーツアナウンサーとして活動。1970年7月に中京競馬場にて競馬実況デビュー。1980年代以降は、2005年10月30日に定年で退職するまで、もっぱらMBSラジオの競馬・競艇中継で実況を務めていた。ミスターシービー・シンボリルドルフ・ナリタブライアンの三冠達成の瞬間などを実況したことから、「競馬実況のスペシャリスト」というイメージが強いが、1984年まではプロ野球など競馬以外のスポーツ中継でも実況に携わっていた。
定年退職を機に、中央競馬の主要レースの実況担当から勇退。その後は、『ラジオ関西 パーフェクト競馬!』の第1部（午前中のレース）の実況・進行や『サンデー競馬中継 みんなの競馬』（MBSラジオ）のリポーターを務めるかたわら、「大阪スポーツ」の競馬面で「早耳マイク 蜂谷薫」というコラムを執筆していた。また、MBS時代から長きにわたって、「週刊競馬ブック」のラジオCM（MBSラジオ・CRKのみで放送）でナレーターを担当。MBSラジオが不定期で放送する住之江競艇中継の実況や、FM住之江（住之江競艇場内で2008年まで放送していたミニFM）のパーソナリティーとしても活躍していた。
近年は、日本中央競馬会が主催する中央競馬GI競走の展望イベントや、栗東トレーニングセンターの競走馬調教公開などで司会を務めている。2012年からは、MBS時代の同僚・野村啓司がパーソナリティを務める『ノムラでノムラだ♪ EXトラ!』（MBSラジオ）へ不定期でゲスト出演。その一方で、2007年のスプリンターズステークス中継を最後に、長らく競馬実況の現場から遠ざかっていた。しかし、2012年11月18日に福島競馬場で開催された近代競馬150周年記念イベント「実況マスターズ」では、場内限定放送ながら第8レース「3歳以上500万円以下」で約5年振りに実況を務めている（後述）。
2022年12月28日MBSラジオ、GOGO競馬年末スペシャルで阪神8R、阪神11Rの実況を15年振りに務める。その後、度々MBSラジオで1・2月の小倉競馬においても実況を行う。
趣味はマラソンや園芸 など。マラソンについては、42歳だった1987年にホノルルマラソンでフルマラソンへ初めて挑戦したことをきっかけに、現在までに国内外合わせて170以上の大会に参加している。ちなみに、大阪の女子競艇選手である五反田忍も、蜂谷の誘いでホノルルマラソンに参加したことがある。

## エピソード

### 競馬実況
- MBS時代には、「1分間に1000文字を語れる」というスピードと歯切れの良い口調で、数多くの中央競馬の名勝負を実況[9]。MBSラジオでも、1991年から1995年まで、日曜日の競馬中継のタイトルに蜂谷の氏名を冠していた（当時のタイトルは『蜂谷薫のサンデー競馬』→1996年以降は『サンデー競馬中継 みんなの競馬』）。ちなみに蜂谷は、実況に大切な目の健康を保つため、刺身には醤油をかけずに食べていたという[10]。
- MBSの定年退職当日にも、106年ぶりの天覧競馬となった第132回天皇賞（秋）で実況を担当。ヘヴンリーロマンスの優勝を伝えた。退職後も2007年10月28日まで、フリーランスの立場で、MBSラジオやCRKの中央競馬中継（前述）にパーソナリティとして出演。GI競走の中継では、NHKマイルカップとスプリンターズステークスに限って実況も務めた。
- 2007年10月に競馬実況から勇退するまで、中央競馬を開催する日本国内の10競馬場のうち、福島競馬場での実況を経験していなかった。しかし、2012年の「実況マスターズ」（前述）で、67歳にして「全10場実況制覇」を達成した[11]。

### 『あどりぶランド』
MBSのアナウンサー時代には、MBSテレビで水曜日に放送されていた同社アナウンサー総出演の番組『あどりぶランド』にも随時出演。収録・放送日（水曜日）が競馬の追い切り取材日と重なっていた関係で、他のアナウンサーより出演の頻度は少なかったものの、以下の逸話を残した。
- 1986年には『あどりぶランド』の企画で、当時の同僚アナウンサー2人（高村昭・三好俊行）とともに、徒歩だけによる鯖街道（総距離約75km）の完全踏破に挑戦。全員無事に歩き切った。蜂谷はこの企画で履いたウォーキングシューズを履いて、半年後のグアムマラソン予選に出場。この予選を1位で通過したことが、マラソンへの本格挑戦のきっかけになったという[12]。
- 1987年には『あどりぶランド』の企画で、当時の同僚アナウンサー5人（結城哲郎・阪本時彦・水谷勝海・今野秀隆・青木和雄）とともに駅伝形式でグアムマラソンへ初出場。上記6人によるチームは、出場22チーム中15位（合計タイム3時間44分43秒）で完走を果たした。蜂谷は、1区（7.95km）を37分37秒で走ったばかりか、帰国直後に日本ダービー中継でメリーナイス優勝の瞬間を実況。その半年後に前述のグアムマラソンを3時間48分で完走したこともあって、「走る競馬実況アナウンサー」という異名と共に、蜂谷の名が競馬ファン以外にも広く知られるようになった[13]。
- 1987年10月11日に益田競馬場（当時島根県益田市にあった地方競馬専用の競馬場）でウズシオタロー（当時日本国でレースへの最多出走記録を樹立していた競走馬）の引退記念レース「ウズシオタロー引退記念競走」を開催した際には、『あどりぶランド』の企画を兼ねて仮設の実況席から特別に実況を担当。3日後（同月14日）の『あどりぶランド』では、ウズシオタローの通算出走記録にちなんだ「ウズシオタロー二百五十戦」というタイトルで、実況と現地取材の模様が放送された[14]。

## 過去の出演番組
- 毎日放送土曜（日曜）競馬→蜂谷薫のサンデー競馬→サンデー競馬中継 みんなの競馬
  - 主に実況を担当。『蜂谷薫のサンデー競馬』以降は進行役も兼務した。毎日放送からの定年退職後も、フリーアナウンサーとして2007年10月28日まで出演。

### MBSアナウンサー時代
- あどりぶランド（テレビ）
- 蜂谷薫の走れ!ジョッキー（ラジオ、日曜日の早朝に放送）
- 競馬以外のスポーツ中継（プロ野球など）

### フリーアナウンサーへの転身後
- ラジオ関西 パーフェクト競馬!
- 競馬場の達人（グリーンチャンネル、222回目の放送で出演）
- ノムラでノムラだ♪ EXトラ! → ノムラでノムラだ♪（MBSラジオ、スペシャルゲストとして不定期で出演）

## 関連人物
- 緒方憲吾
- 板倉俊彦
- 平松邦夫
- 美藤啓文
- 来栖正之
- 仙田和吉
- 大八木友之